# بام ييتس
بام ييتس (بالإنجليزية: Pam Yates)‏ (26 أغسطس 1981 بنيوزيلندا - ) هي لاعبة كرة قدم نيوزلندية في مركز حراسة المرمى. شاركت مع منتخب نيوزيلندا الوطني لكرة القدم للنساء.

## وصلات خارجية
- بام ييتس على موقع قاعدة بيانات كرة القدم.إي يو (الإنجليزية)